# Jerry Lynn
Jeremy „Jerry” Lynn (ur. 12 czerwca 1963) jest profesjonalnym wrestlerem, najbardziej znanym z występów w federacjach Extreme Championship Wrestling (ECW), World Wrestling Federation (WWF), oraz w ostatnich latach w Total Nonstop Action Wrestling (TNA).

## Kariera
Lynn rozpoczął występy jako wrestler w 1988 roku w wielu małych federacjach niezależnych w Minnesocie.
Po krótkiem przygodzie w AWA, Lynn występował w federacji Global Wrestling Federation w Dallas, Texas. W GWF Lynn zdobył GWF Light Heavyweight Championship. Lynn przez blisko dwa lata feudował z The Lightning Kidem.

## World Championship Wrestling (1995)
Po raz pierwszy dla większe publiczności Lynn występował podczas swojego pobytu w federacji World Championship Wrestling jako zamaskowany Mr. J.L. Lynn w federacji zajął miejsce w dywizji cruiserweight, gdzie stawał do walki z meksykańskimi luchadorami, oraz z takimi zawodnikami jak Chris Benoit, Dean Malenko, Eddie Guerrero, Chris Jericho i Alex Wright. W wyniku odniesionej kontuzji Eric Bischoff zwolnił Jerry’ego z WCW.

## Extreme Championship Wrestling (1997-2001)
Po odejściu z WCW, Lynn dołączył do Extreme Championship Wrestling. Prowadził feud z Rob Van Damem podczas którego stoczonych zostało wiele świetnych walk. 1 października 2000 roku Lynn pokonał Justina Credible I zdobył ECW World Heavyweight Championship.

## World Wrestling Federation (2001-2002)
Po ogłoszeniu bankructwa przez ECW w kwietniu 2001 roku, Lynn został zatrudniony przez World Wrestling Federation. Lynn zadebiutował w TV 29 kwietnia 2001 roku ma gali Sunday Night HEAT, gdzie pokonał Crasha Holly I zdobył Light Heavyweight Championship. W wyniku kontuzji, jaką Jerry odniósł w sierpniu, wymagana była poważna operacja. 22 lutego 2002 roku Lynn został zwolniony z WWF, a 24 godziny później wziął udział w gali PPV federacji World Wrestling All-Stars. Podczas pobytu w WWA, Jerry był posiadaczem pasa WWA International Cruiserweight title.

## Total Nonstop Action Wrestling (2002-2007)
W 2002, Lynn podpisał kontrakt z federacją Total Nonstop Action Wrestling, gdzie dwukrotnie zdobył pas TNA X Division Championship, oraz jednokrotnie tytuł NWA World Tag Team Championship. Feudował między innymi z A.J. Stylesem i Donem Callisem. W lutym 2004 roku Lynn doznał poważnej kontuzji ramienia po walce z Juventudem Guerrera Lynn zaczął pełnić funkcję road agenta w federacji, planując przebieg walk i trenując młodych zawodników. Lynn powrócił na ring 10 czerwca 2005 roku, gdzie stanął do walki przeciwko Justinowi Credible na gali Hardcore Homecoming, zorganizowanej przez Shane’a Douglasa. 17 lipca na gali No Surrender 2005, Lynn był sędzią w walce pomiędzy Seanem Waltmanem a A.J. Stylesem, zapobiegając próbie oszustwa przez Waltmana. Doprowadziło to do walki pomiędzy Lynnem a Waltmanem na gali Sacrifice 14 sierpnia, którą Lynn wygrał. Po walce Waltman brutalnie zaatakował Jerry’ego. W następnym tygodniu na gali TNA iMPACT!, ogłoszone zostało, że Lynn ponownie doznał kontuzji ramienia. W styczniu 2006 roku Jerry kilkukrotnie pojawiał się w TV jako road agent. Powrócił na galę Final Resolution jako widz w walce Chris Sabin, Sonjay Dutt i Matt Bentley vs. Alex Shelley, Roderick Strong i Austin Aries. 14 stycznia 2007 roku Lynn powrócił na ring, i stanął do walki o pas TNA X Division Championship przeciwko Chrisowi Sabinowi, a następnie przeciwko Christopherowi Danielsowi na Final Resolution. Na gali Impact Lynn wygrał ladder match pretendentem do pasa TNA X Division Championship. Na gali Destination X, Lynn przegrał walkę z Chrisem Sabinem w two out of three falls match. Po walce zamaskowany zawodnik (później okazał się nim być Christopher Daniels) wykonał The Angel’s Wings na Sabinie, oraz uderzył Lynna pasem mistrzowskim. Na gali Lockdown Daniels pokonał Lynna w Six Sides of Steel match. Na gali Sacrifice 2007 Jerry Lynn wygrał four way X-Division battle pokonując Alexa Shelleya, Senshi’egi, i Tiger Mask IV (debiutującego w TNA wrestlera z federacji New Japan Pro Wrestling). 17 czerwca 2007 roku na TNA 5th anniversary Pay Per View – Slammiversary, Jerry Lynn wraz z Frankiem Wycheckiem pokonali Jamesa Storma i Rona Killingsa. Wycheck spinnował Storma po wykonaniu akcji kończącej Lynna – cradle piledriver. 15 lipca 2007 roku na gali Victory Road, Jerry Lynn i Bob Backlund walczyli z „The Motor City Machine Guns” – Alexem Shelleyem i Chrisem Sabinem. Chris Sabin zdołał spinnował Jerry’ego po interwencji Kevina Nasha, który przez cały pojedynek stał przy ringu. W sierpniu 2007 roku Jerry Lynn poprosił zarząd o zwolnienie go z kontraktu i przestał być pracownikiem TNA.

## Po TNA
Lynn wystąpił w federacji East Coast Wrestling Association w turnieju 11th-annual Super 8 Tournament, który wygrał, pokonując w finale Sonjay Dutta 10 listopada 2007 roku w Newark, Delaware.

## Stajnie
Team No Respect (ECW, 2000-2001): Cyrus, Rhino
Team NWA (NWA, 2004): „The Fallen Angel” Christopher Daniels, „Primetime” Elix Skipper, Chris Sabin
Team USA (BCW, 2005): „Monster” Abyss, Rhino, „Phenomenal” AJ Styles, Alex Shelley, „Wildcat” Chirs Harris, „Cowboy” James Storm, Conrad Kennedy III, Joe Doering, Jimmy Jacobs
Team USA (NWA, 2006): Chris Sabin, „The Original Playa from Himalaya” Sonjay Dutt, Alex Shelley, Jay Lethal

## Tag Teamy
Dream Team (NWA): Amazing Red
Team NWA (NWA): Elix Skipper, Christopher Daniels, Chris Sabin
Team U.S.A. (BCW): „Cowboy” James Storm, „Wildcat” Chris Harris, „Monster” Abyss
- (ECW): Tommy Dreamer

- (ECW): Tommy Rogers

- (PWA/UWF): Lightning Kid

- (NWA): AJ Styles

- (ROH): Samoa Joe

## Tytuły
WWF: Light Heavyweight Champion
ECW: World Heavyweight Champion
NWA: World Tag Team Title [2], X-Division Title [2], World X-Cup Winner [2005], TNA Road Agent
GWF: Light Heavyweight Title
PWA: Heavyweight Title, Light Heavyweight Title [3], Tag Team Title [2]
WWAS: International Cruiserweight Title
IWA Mid-South: Heavyweight Title
NYWC: Heavyweight Title, Hi-Fi Title, Interstate Title
BCW: Can-Am Cup Winner [2005]
GCW (Gateway): Heavyweight Title
IWA East Coast: Heavyweight Title
CWA: Heavyweight Title
NEPW: Triple Crown Title
USWO: Television Title

## Turnieje
WWAS Inernational Cruiserweight Title 4-Man Tournament Winner [2003]
NWA World Tag Team Title Tournament Winner [2002]

## Nagrody
PWI – Most Improved Wrestler of the Year [1999]